# Classe U-205
La classe U-205 fu una classe di sottomarini della Bundesmarine, sviluppati a partire dal progetto Type 201; furono i primi battelli costruiti in Germania dopo il secondo conflitto mondiale.
Nel dopoguerra l'industria navale tedesca non ebbe il permesso di ricominciare la costruzione di sommergibili, ma dopo una quindicina d'anni, dato il clima di Guerra Fredda che contrapponeva est e ovest, e con l'ingresso della Germania nella NATO tale divieto venne meno.

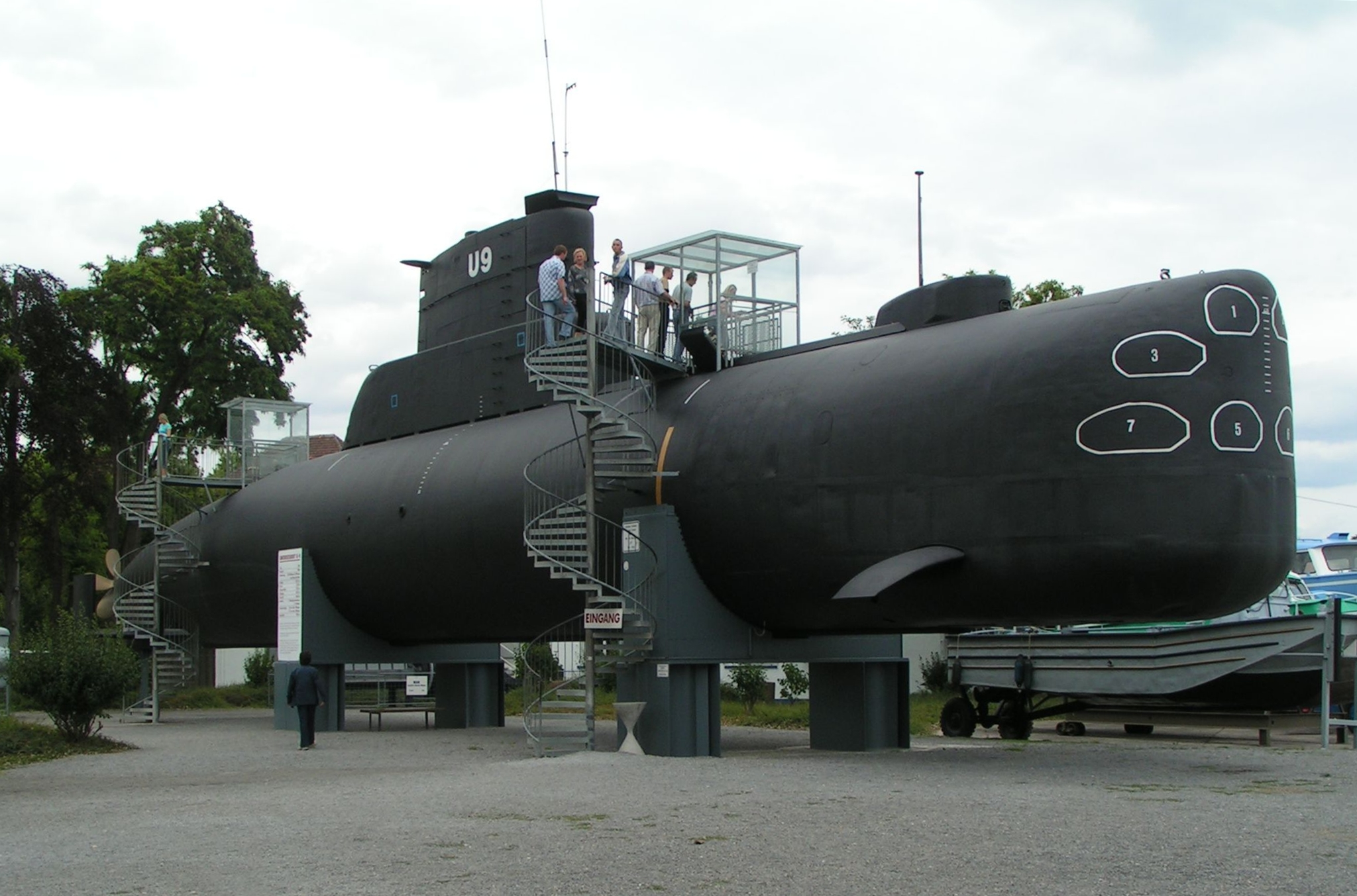
Il sottomarino "U-9"

I tedeschi a partire dagli anni sessanta realizzarono numerosi battelli, spesso dalle caratteristiche molto originali, derivati dalla Classe U-201 dei quali i più importanti sono stati i sommergibili Type 205 e Type 206 prodotti per le proprie esigenze, mentre i battelli Type 207 sono stati realizzati per la Norvegia.
Da queste esperienze deriverà la classe Type 209 che più che una classe è in realtà una famiglia di sotto-classi dall'aspetto proteiforme, in quanto il loro dislocamento, come anche conseguentemente le dimensioni, varia tra le 650 e le oltre 1500 tonnellate, che diverrà il punto di riferimento della produzione mondiale in tema di sommergibili diesel-elettrici.
La "Classe U-205" costituiva la diretta evoluzione del "Type U-201" che era stato costruita con lo scafo in acciaio amagnetico, mentre i battelli "Type 205" vennero costruiti in acciaio non amagnetico, con uno scafo più lungo, apparato di propulsione più potente e sensori più moderni. In particolare l'apparato motore Diesel-elettrico era costituito da due motori diesel Mercedes-Benz, ciascuno dei quali accoppiato ad un generatore Brown Boveri che agivano su un motore elettrico Siemens-Schuckertwerke collegato ad un'elica a cinque pale.

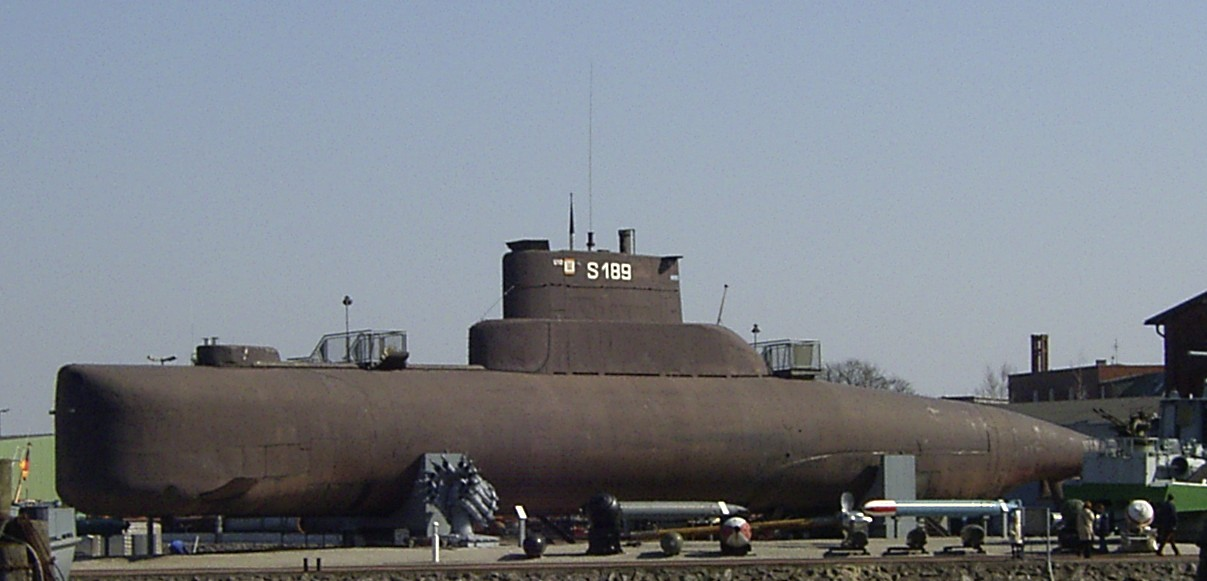
Il sottomarino "U-10"

La classe "U-201" era stata costruita con lo scafo in acciaio amagnetico per sventare la minaccia delle mine navali, ma non essendo stato il materiale testato accuratamente i battelli mostrarono notevoli problemi di resistenza alle alte pressioni operando in profondità, così delle dodici unità previste solo tre furono quelle realizzate, mentre la costruzione della quarta unità venne interrotta e successivamente ripresa come "Type 205", mentre dei tre battelli immessi in servizio, il terzo venne ceduto alla Norvegia nel 1967 ed i primi due vennero sottoposti ad ammodernamenti e rimasero in servizio come battelli "Type 205" sino all'inizio degli anni novanta con il sommergibile "U-1" che nel 1988 ebbe l'apparato motore ricostruito con il sistema di propulsione AIP e fu il primo sommergibile al mondo con propulsione a celle a combustibile. Il successo delle prova è stata una condizione indispensabile per lo sviluppo e la costruzione della Classe U-212.
La successiva evoluzione del "Type 205" sarebbe stato il "Type 206", realizzato finalmente in acciaio amagnetico.
I primi sottomarini "Type 205" sono stati costruiti negli stabilimenti Howaldtswerke di Kiel e sono entrati in servizio nella Marina Tedesca nella prima metà degli anni sessanta mentre gli ultimi sono andati in disarmo all'inizio del XXI secolo, l'ultimo dei quali nel 2005.
Altri due battelli sono stati realizzati anche per la Danimarca, costruiti su licenza in un cantiere navale di Copenaghen e sono andati in disarmo tra la fine del 2003 e l'inizio del 2004.
I sottomarini tedeschi "U-9" e "U-10" sono stati preservati come battelli museo rispettivamente al Museo della Tecnica di Speyer e al Museo Marittimo di Wilhelmshaven.

## Sottomarini
| Germania - Bundesmarine             | Germania - Bundesmarine | Germania - Bundesmarine | Germania - Bundesmarine |
| Pennant                             | Nome                    | Commissionato           | Radiato                 |
| ----------------------------------- | ----------------------- | ----------------------- | ----------------------- |
| S180                                | U 1                     | 6 giugno 1967           | 29 novembre 1991        |
| S181                                | U 2                     | 11 ottobre 1966         | 19 marzo 1993           |
| S183                                | U 4                     | 19 novembre 1962        | 1º agosto 1974          |
| S184                                | U 5                     | 4 luglio 1963           | 17 maggio 1974          |
| S185                                | U 6                     | 4 luglio 1963           | 22 agosto 1974          |
| S186                                | U 7                     | 16 marzo 1964           | 30 settembre 1965       |
| S187                                | U 8                     | 22 luglio 1964          | 9 ottobre 1974          |
| S188                                | U 9                     | 11 aprile 1967          | 3 giugno 1993           |
| S189                                | U 10                    | 28 novembre 1967        | 16 febbraio 1993        |
| S190                                | U 11                    | 21 giugno 1968          | 30 ottobre 2003         |
| S191                                | U 12                    | 14 gennaio 1969         | 21 giugno 2005          |
| Danimarca - Kongelige Danske Marine |                         |                         |                         |
| S320                                | Narhvalen               | 27 febbraio 1970        | 16 ottobre 2003         |
| S321                                | Nordkaperen             | 22 dicembre 1970        | 2 febbraio 2004         |